# 부산해운대경찰서
부산해운대경찰서(釜山海雲臺警察署, Busan Haeundae Police Station)는 부산광역시경찰청이 관할하는 경찰서 중 하나이다. 부산광역시 해운대구 일대를 관할한다. 부산광역시 해운대구 해운대로 129 (재송동)에 위치하고 있다.
서장은 경무관으로 보한다.

## 관할 지구대 및 파출소·치안센터
| 명칭          | 사진 | 주소                        | 관할구역          | 치안센터                 |
| ------------- | ---- | --------------------------- | ----------------- | ------------------------ |
| 재송지구대    |      | 해운대로161번길 17 (재송동) | 재송1·2동         | 재송2치안센터            |
| 반여지구대    |      | 선수촌로21번길 64 (반여동)  | 반여1·4동         |                          |
| 우동지구대    |      | 해운대로 398 (우동)         | 우1·2동           | 우1치안센터 역전치안센터 |
| 중동지구대    |      | 좌동순환로433번길 32 (좌동) | 중1·2동           | 중1치안센터              |
| 좌동지구대    |      | 좌동순환로 185 (좌동)       | 좌1·2·3·4동       | 좌2치안센터 좌3치안센터  |
| 반송파출소    |      | 신반송로 177 (반송동)       | 반송2동           |                          |
| 반여2·3파출소 |      | 재반로 197 (반여동)         | 반여2·3동         |                          |
| 반석파출소    |      | 아랫반송로 6 (반송동)       | 반송1·3동, 석대동 |                          |
| 송정파출소    |      | 송정중앙로8번길 65 (송정동) | 송정동            |                          |

## 같이 보기
- 부산광역시경찰청